# Maurice Mailfert
Maurice Mailfert, né le 7 février 1921 à Romorantin et mort le 6 juillet 1954, est un pilote français de la Seconde Guerre mondiale. Dès juin 1940 il s'embarque vers l'Angleterre et s'engage dans la France libre.
Il est tué en service aérien près de Than-Son-Nhut (Saïgon).
Il est le fils du Lieutenant-Colonel (pilote) Georges Mailfert, commandeur de la légion d'honneur, dont le Détachement air 273 Romorantin-Pruniers porte le nom. Georges et son fils Maurice Mailfert sont inhumés à Champigné (Maine-et-Loire).

## Biographie
A l'armistice de 1940, l'aspirant Maurice Mailfert rejoint avec des camarades en voiture les troupes de la France libre au Tchad. Le voyage est extrêmement difficile et ils terminent à dos de chameau leur périple. Ils repartent finalement en Angleterre en bateau et il décide de continuer le combat (Forces aériennes Françaises Libres - FAFL) en étant former dans une école de chasse en Angleterre avant de repartir au Liban et d'intégrer en 1942 le groupe de chasse n°1 "Alsace" à Rayak au Liban. Il participe, malgré la supériorité aérienne ennemie, au combat de Bir Hakeim en n'hésitant pas à projeter son Hawker Hurricane contre un avion ennemi en plein désert lors d'un combat inégal.
En 1944, il est l'un des premiers à atterrir avec son Spitfire sur une piste provisoire en Normandie lors du débarquement. Le lieutenant Mailfert participe à la bataille d'Anvers en 1945.
Le capitaine Mailfert continue sa carrière dans l'Armée de l'air pendant la guerre d'Indochine.

## Décorations et mémoire
- Décorations : votre aide est la bienvenue

- Une avenue porte le nom du capitaine Maurice Mailfert à Champigné (Maine-et-Loire), une rue à Avrillé (Maine-et-Loire).